# Chwaszczyno
Chwaszczyno is een plaats in het Poolse district Kartuski, woiwodschap Pommeren. De plaats maakt deel uit van de gemeente Żukowo en telt 2678 inwoners.